# デイヴィッド・ブルックス
デイヴィッド・ブルックス（David Brooks, 1997年7月8日 - ）は、イングランド・ウォリントン出身のプロサッカー選手。AFCボーンマス所属。ウェールズ代表。ポジションはミッドフィールダー。

## 経歴

### クラブ
2004年、7歳のときにマンチェスター・シティの下部組織に入団。2014年にシェフィールド・ユナイテッドへと移った。2015年8月、実戦での出場機会を得るため、ナショナルリーグ（5部リーグ）のハリファクス・タウンに1か月のローン移籍。ローン期間は2か月に延長され、ハリファクス・タウンでは5試合に出場し、1ゴールを挙げた。
2017-18シーズンにシェフィールド・ユナイテッドのトップチームに昇格。早速先発に定着し、主力選手となったブルックスにリヴァプールが興味を示す中、10月17日に新たな4年契約に合意。27日のリーズ・ユナイテッド戦で、チャンピオンシップ初ゴールを記録した。
2018年7月1日、4年契約でボーンマスに移籍。移籍金は1,150万ポンドと報じられている。2018-19シーズン開幕戦のカーディフ・シティ戦で、トップリーグデビュー。加入初年度からリーグ30試合の出場で7得点を挙げ、2018－19シーズンのPFA年間最優秀若手選手賞も受賞した。
2021年10月、ステージ2のホジキンリンパ腫と診断されたことをボーンマスが発表。治療に専念するため、シーズンの残りの試合はすべて欠場した。
2022年5月3日、リンパ腫の完治を報告。8月には、クラブと2026年6月までの契約延長に合意した。
2024年1月30日、シーズン終了までの契約でサウサンプトンにローン移籍。
2025年1月4日、リーグ第20節のエヴァートン戦で挙げた決勝ゴールが、自身初のプレミアリーグ月間最優秀ゴールに選出された。

### 代表
2017年にU-20イングランド代表としてトゥーロン国際大会に出場し、中心選手として優勝に貢献し、大会最優秀選手にも選出されたが、母親がウェールズ出身であることから、8月にウェールズ代表でプレーすることを表明し、U-21代表から招集を受けた。
9月にはFIFAワールドカップ予選のメンバーとしてA代表に招集され、10月のジョージア戦、アイルランド戦でベンチ入りしたが、最終的にグループリーグ3位に終わり、本大会出場はならなかった。
2021年、UEFA EUROのメンバーに選出され、3試合に出場した。

## 個人成績

### クラブ
| 国内大会個人成績 | 国内大会個人成績     | 国内大会個人成績 | 国内大会個人成績   | 国内大会個人成績 | 国内大会個人成績 | 国内大会個人成績 | 国内大会個人成績 | 国内大会個人成績 | 国内大会個人成績 | 国内大会個人成績 | 国内大会個人成績 |
| 年度             | クラブ               | 背番号           | リーグ             | リーグ戦         | リーグ戦         | リーグ杯         | リーグ杯         | オープン杯       | オープン杯       | 期間通算         | 期間通算         |
| 年度             | クラブ               | 背番号           | リーグ             | 出場             | 得点             | 出場             | 得点             | 出場             | 得点             | 出場             | 得点             |
| イングランド     | イングランド         | イングランド     | イングランド       | リーグ戦         | リーグ戦         | FLカップ         | FLカップ         | FAカップ         | FAカップ         | 期間通算         | 期間通算         |
| ---------------- | -------------------- | ---------------- | ------------------ | ---------------- | ---------------- | ---------------- | ---------------- | ---------------- | ---------------- | ---------------- | ---------------- |
| 2015-16          | シェフィールド・U    | 38               | リーグ1            | 0                | 0                | 0                | 0                | 0                | 0                | 0                | 0                |
| 2015-16          | ハリファクス・タウン | 38               | ナショナルリーグ   | 5                | 1                | -                | -                | -                | -                | 5                | 1                |
| 2016-17          | シェフィールド・U    | 36               | リーグ1            | 0                | 0                | 0                | 0                | 1                | 0                | 1                | 0                |
| 2017-18          | シェフィールド・U    | 36               | チャンピオンシップ | 30               | 3                | 2                | 0                | 1                | 0                | 33               | 3                |
| 2018-19          | ボーンマス           | 20               | プレミアリーグ     | 30               | 7                | 2                | 0                | 1                | 0                | 33               | 7                |
| 2019-20          | ボーンマス           | 20               | プレミアリーグ     | 9                | 1                | 0                | 0                | 0                | 0                | 9                | 1                |
| 2020-21          | ボーンマス           | 7                | チャンピオンシップ | 32               | 5                | 2                | 0                | 3                | 1                | 37               | 6                |
| 2021-22          | ボーンマス           | 7                | チャンピオンシップ | 7                | 1                | 2                | 2                | 0                | 0                | 9                | 3                |
| 2022-23          | ボーンマス           | 7                | プレミアリーグ     | 6                | 0                | 0                | 0                | 0                | 0                | 6                | 0                |
| 2023-24          | ボーンマス           | 7                | プレミアリーグ     | 13               | 1                | 3                | 1                | 2                | 1                | 18               | 3                |
| 2023-24          | サウサンプトン       | 36               | チャンピオンシップ | 17               | 2                | -                | -                | -                | -                | 17               | 2                |
| 2024-25          | ボーンマス           | 7                | プレミアリーグ     | 29               | 2                | 0                | 0                | 4                | 0                | 33               | 2                |
| 通算             | イングランド         | イングランド     | ナショナルリーグ   | 5                | 1                | 0                | 0                | 0                | 0                | 5                | 1                |
| 通算             | イングランド         | イングランド     | リーグ1            | 0                | 0                | 0                | 0                | 1                | 0                | 1                | 0                |
| 通算             | イングランド         | イングランド     | チャンピオンシップ | 86               | 11               | 6                | 2                | 4                | 1                | 96               | 14               |
| 通算             | イングランド         | イングランド     | プレミアリーグ     | 87               | 11               | 5                | 1                | 3                | 1                | 95               | 13               |
| 総通算           | 総通算               | 総通算           | 総通算             | 178              | 23               | 11               | 3                | 8                | 2                | 197              | 28               |

### 代表
| ウェールズ代表 | 国際Aマッチ | 国際Aマッチ |
| 年             | 出場        | 得点        |
| -------------- | ----------- | ----------- |
| 2017           | 2           | 0           |
| 2018           | 7           | 0           |
| 2019           | 3           | 1           |
| 2020           | 4           | 1           |
| 2021           | 5           | 0           |
| 2022           | 0           | 0           |
| 2023           | 6           | 1           |
| 2024           | 4           | 1           |
| 2025           | 4           | 1           |
| 通算           | 35          | 5           |

#### ゴール
| #  | 年月日         | 開催地                                          | 対戦国       | 勝敗 | 試合概要                                         |
| -- | -------------- | ----------------------------------------------- | ------------ | ---- | ------------------------------------------------ |
| 1. | 2019年6月8日   | スタディオン・グラドスキ・ヴルト（ クロアチア） | クロアチア   | ●1-2 | UEFA EURO 2020予選・グループE                    |
| 2. | 2020年11月15日 | カーディフ・シティ・スタジアム（ ウェールズ）   | アイルランド | ○1-0 | UEFAネーションズリーグ2020-21・リーグB           |
| 3. | 2023年9月11日  | スコント・スタディオン（ ラトビア）             | ラトビア     | ○2-0 | UEFA EURO 2024予選・グループD                    |
| 4. | 2024年3月21日  | カーディフ・シティ・スタジアム（ ウェールズ）   | フィンランド | ○4-1 | UEFA EURO 2024予選プレーオフ                     |
| 5. | 2025年3月25日  | トシェ・プロエスキ・アレナ（ 北マケドニア）     | 北マケドニア | △1-1 | 2026 FIFAワールドカップ・ヨーロッパ予選グループJ |

## タイトル

### 代表
U-20イングランド代表
- トゥーロン国際大会（2017）[15]

### 個人
- トゥーロン国際大会 最優秀選手（2017）[15]
- トゥーロン国際大会 ベストイレヴン（2017）[20]
- ウェールズ年間最優秀選手（英語版）（2018）[21]
- PFA年間最優秀若手選手賞（2018-19）[8][9]
- プレミアリーグ月間最優秀ゴール（英語版）（2025年1月）[14]